# Kiara Advani
Alia Advani (31 de julio de 1991), conocida profesionalmente como Kiara Advani, es una actriz india que aparece predominantemente en películas hindi. Después de hacer su debut en el cine con la comedia de 2014 comedia Fugly, Advani tuvo su primer éxito comercial con un breve papel en el biopic deportivo de 2016 M.S. Dhoniː The Untold Story. Su carrera avanzó con los papeles protagonistas en el drama político en télugu Bharat Ane Nenu (2018) así como en el drama romántico hindi Kabir Singh y en la comedia Good Newwz (ambas de 2019).

## Primeros años
Kiara Advani es hija de Jagdeep Advani, un empresario Sindhi Hindú y Genevieve Jaffrey, una profesora cuyo padre era un Punjabi musulmán de Lucknow con raíces en Malerkotla y cuya madre era una cristiana con ascendencia escocesa, irlandesa, portuguesa, y española; y tuvo una madrina bengalí. Nacida como Alia Advani, cambió su primer nombre a Kiara antes del estreno de su primera película, Fugly. Ella ha dicho que Salman Khan le sugirió que se cambiase el nombre de Alia a Kiara, ya que Alia (Bhatt) era ya prometedora en ese tiempo. En una entrevista a Filmfare en 2019, Kiara Advani dijo que se inspiró para el nombre en el personaje de Priyanka Chopra en la película Anjaana Anjaani. La mayor de dos hermanos, Advani tiene un hermano menor, Mishaal. Está también relacionada con varias celebridades por parte materna. Los actores Ashok Kumar y Saeed Jaffrey son su bisabuelastro y su tío abuelo, respectivamente, mientras que la modelo Shaheen Jaffrey es su tía.

## Carrera
Advani hizo su debut como actriz en la comedia-drama de Kabir Sadanand Fugly (2014), en la cual apareció junto Mohit Marwah, Arfi Lamba, Vijender Singh y Jimmy Shergill. Taran Adarsh de Bollywood Hungama dijo: "Kiara Advani te pilla completamente sin aviso" y tiene la "combinación de apariencia y talento", mientras que Mehul S Thakkar de Deccan Chronicle destacó que interpretación fue "muy llamativa" y dijo que ella "muestra mucha promesa". La película fue una decepción comercial.
El siguiente papel cinematográfico de Advani fue en el drama deportivo dirigido por Neeraj Pandey M.S. Dhoni: The Untold Story (2016), sobre la vida de MS Dhoni, un jugador de críquet indio que fue el excapitán de la selección india de críquet. Protagonizada por Sushant Singh Rajput como Dhoni, Advani y Disha Patani interpretaron a sus intereses románticos. Rachit Gupta de Filmfare se lamentó de que ambas señoras solo hubieran tenido "papeles insignificantes". Con ingresos brutos de más de ₹2.16 billones (30 millones de dólares estadounidenses) en todo el mundo, M.S. Dhoni: The Untold Story fue una de las películas con más recaudación de ese año. Al año siguiente, Advani apareció junto al recién llegado Mustafa Burmawalla en Machine (2017), un thriller de acción romántico dirigido por el dúo Abbas–Mustan.

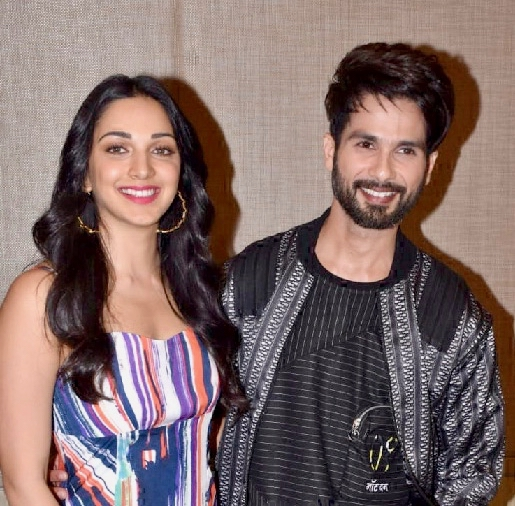
Advani y Shahid Kapoor promocionando Kabir Singh en 2019

Advani comenzó 2018 apareciendo en la antología Lust Stories, una producción de Netflix que consta de cuatro segmentos que tratan sobre la sexualidad femenina. Apareció en el segmento de Karan Johar, interpretando a una mujer recién casada cuyo marido (interpretado por Vicky Kaushal) fracasa en reconocer su insatisfacción sexual. Escrita para NDTV, Raja Sen la encontró "positivamente precioso". Luego, haga su debut en el cine télugu con el drama política de Koratala Siva Bharat Ane Nenu, la cual trata sobre un estudiante (interpretado por Mahesh Babu) quien inesperadamente se convierte en el ministro jefe de Andhra Pradesh. Janani K De India Today opinó que  "brilla en su papel breve" pero añadió que su personaje era "más un placer para la vista que no añade ningún propósito a la historia". La película tuvo unas ganancias en todo el mundo de ₹2.25 billones (32 millones de dólares estadounidenses), convirtiéndola en una de las películas télugu con mayor recaudación. Ese mismo año, Advani apareció en un vídeo musical titulado "Urvashi", cantado por Yo Yo Honey Singh, junto a Shahid Kapoor.
El drama de acción en télugu de Boyapati Srinu Vinaya Vidheya Rama fue el primer estreno de Advani  en 2019. En una crítica mordaz para The Hindu, Sangeetha Devi Dundoo escribió, "no es culpa de Kiara Advani que parezca perdida en la melé." Advani regresó al cine hindi con una aparición especial en el drama de época de Abhishek Varman Kalank. Su próxima aparición fue el drama romántico de Sandeep Vanga Kabir Singh junto a Shahid Kapoor. Una adaptación de la película télugu de 2017  Arjun Reddy, trata sobre el personaje principal (interpretado por Kapoor) quien continúa en un camino autodestructivo y se convierte en un cirujano alcohólico después de que su amante (interpretada por Advani) se casa con otra persona. Los críticos respondieron negativamente a la representación de la película de la misoginia y la masculinidad tóxica. Su papel final ese año fue en la comedia de Raj Mehta Good Newwz, sobre dos parejas con fecundación in vitro. Criticando la película para Mint, Udita Jhunjunwala la encontró "adorable como la expectante madre temerosa de Dios". Ambas películas, Kabir Singh y Good Newwz, se clasificaron entre las películas en hindi con mayor recaudación del año.
En 2020, Advani protagonizó Guilty, un thriller de Netflix sobre una agresión sexual. Ektaa Malik de The Indian Express consideró que la película era una "oportunidad perdida", y añadió que el personaje de Advani había sido "reducido a tipos ‘torturado-artístico-creativo'", mientras que Rohan Naahar de Hindustan Times escribió, "Kiara cumple con un rendimiento absolutamente eléctrico como la poco fiable Nanki, una fiera estudiante universitaria con debilidad por Faiz." Luego, protagonizó junto a Akshay Kumar en Laxmmi Bomb, un remake de la película de Tamil Muni 2ː Kanchana, después de la cual interpreta al personaje principal en la película sobre la llegada a la adultez Indoo Ki Jawani, coprotagonizada por Aditya Seal. También protagoniza junto a Kartik Aaryan y Sidharth Malhotra en una secuela de la película de 2007 Bhool Bhulaiyaa, y un biopic sobre el oficial del ejército Vikram Batra titulado Shershaah, respectivamente.

## Filmografía

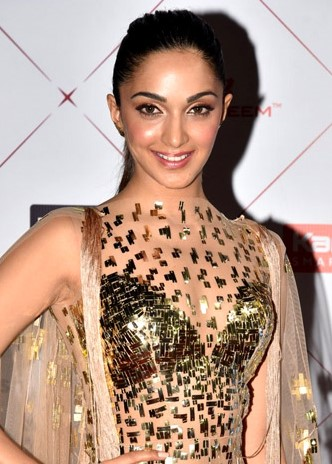
Advani en 2018

### Película
| Año  | Película                     | Papel            | Notas                                                |
| ---- | ---------------------------- | ---------------- | ---------------------------------------------------- |
| 2014 | Fugly                        | Devi             |                                                      |
| 2016 | M.S. Dhoni: The Untold Story | Sakshi Rawat     |                                                      |
| 2017 | Machine                      | Sarah Thapar     |                                                      |
| 2018 | Lust Stories                 | Megha            | Película de Netflix; segmento de Karan Johar         |
| 2018 | Bharat Ane Nenu              | Vasumathi        | Película en télugu                                   |
| 2019 | Vinaya Vidheya Rama          | Seetha           | Película en télugu                                   |
| 2019 | Kalank                       | Lajjo            | Aparición especial                                   |
| 2019 | Kabir Singh                  | Preeti Sikka     |                                                      |
| 2019 | Good Newwz                   | Monika           |                                                      |
| 2020 | Guilty                       | Nanki Dutta      | Película de Netflix                                  |
| 2020 | Angrezi Medium               | Ella misma       | Aparición especial en la canción "Kudi Nu Nachne De" |
| 2020 | Laxmmi Bomb                  | Rashmi Rajput    | Posproducción                                        |
| 2020 | Indoo Ki Jawani              | Indoo            | Posproducción                                        |
| 2021 | Shershaah                    | Dimple Cheema    | Posproducción                                        |
| 2022 | Bhool Bhulaiyaa 2            | TBA              | En filmación                                         |
| 2022 | Govinda Naam Mera            | Novia de Govinda | Completado                                           |
| 2022 | Jug Jugg Jeeyo               | Jhumri           | En filmación                                         |
| 2023 | RC15                         | TBA              | En filmación                                         |

### Vídeos musicales
| Año  | Título    | Intérprete        | Ref(s) |
| ---- | --------- | ----------------- | ------ |
| 2018 | "Urvashi" | Yo Yo Honey Singh | [ 53 ] |

## Premios y nominaciones
| Año  | Película        | Premio                                   | Categoría                                      | Resultado |
| ---- | --------------- | ---------------------------------------- | ---------------------------------------------- | --------- |
| 2015 | Fugly           | Screen Awards                            | Recién Llegada Más Prometedora                 | Nominada  |
| 2015 | Fugly           | Big Star Entertainment Awards            | Actor Debut Más Entretenido (película) – Mujer | Nominada  |
| 2019 | Bharat Ane Nenu | Zee Cine Awards Télugu                   | Mejor Hallazgo del Año                         | Ganadora  |
| 2019 | Bharat Ane Nenu | SIIMA Awards                             | Mejor Debut de Actriz– Télugu                  | Nominada  |
| 2019 |                 | Asiavision Awards                        | Estrella Emergente del Año                     | Ganadora  |
| 2020 | Kabir Singh     | Zee Cine Awards                          | Mejor Actriz (Elección del Espectador)         | Nominada  |
| 2020 | Good Newwz      | International Indian Film Academy Awards | Actuación en un Papel Secundario (Mujer)       | [ 60 ]    |